# Iphiaulax voraginis
Iphiaulax voraginis är en stekelart som först beskrevs av Cresson 1865.  Iphiaulax voraginis ingår i släktet Iphiaulax och familjen bracksteklar. Inga underarter finns listade i Catalogue of Life.